# 上帝之家猶太會堂

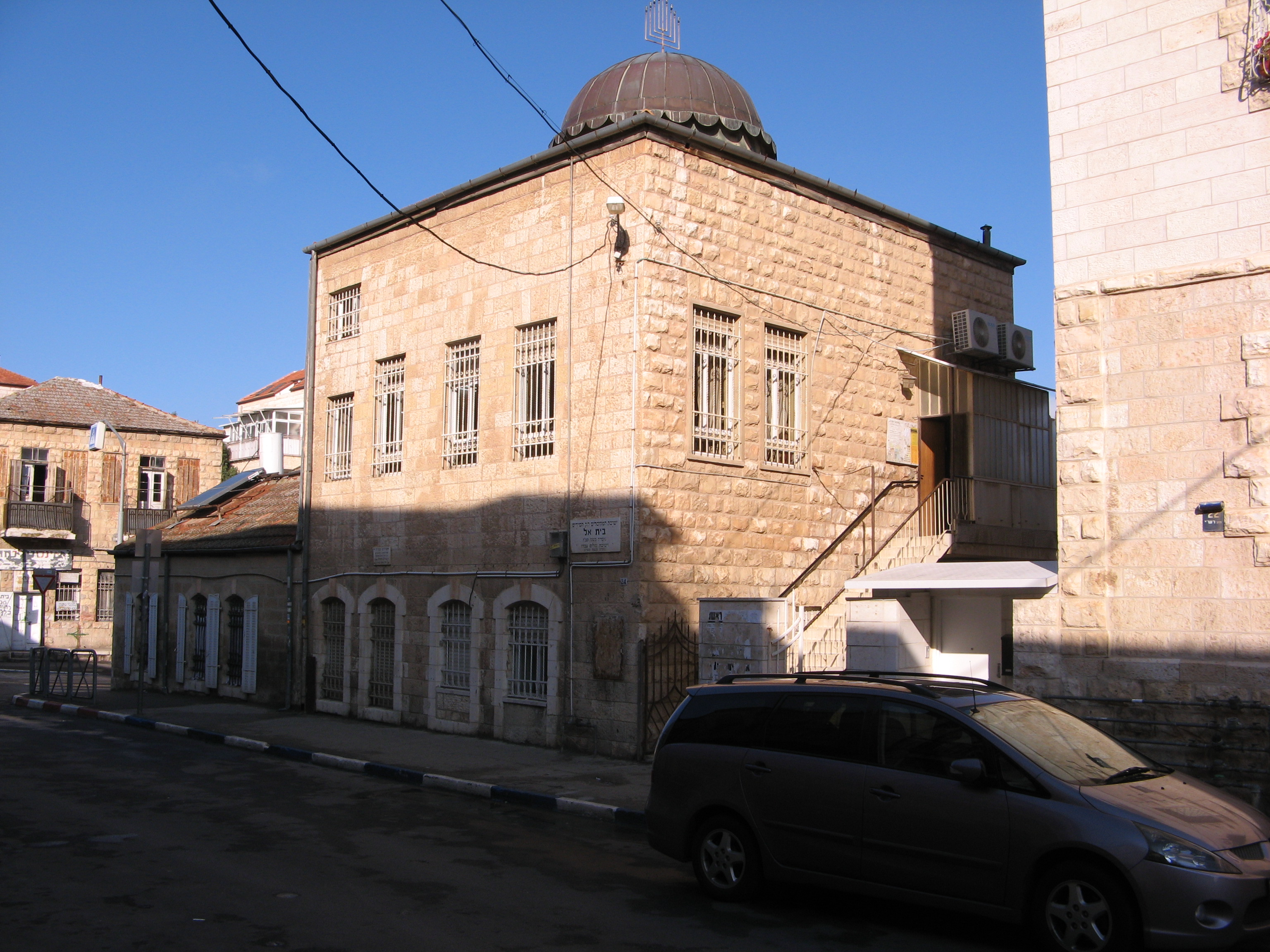
上帝之家猶太會堂

上帝之家猶太會堂（Beit El Synagogue）是以色列耶路撒冷的卡巴拉研究中心，並擁有這一地位超過250年。上帝之家猶太會堂創建於1737年。1927年的地震毀壞了該建築物並導致該建築被政府下令拆除，但在1928年得到重建。由於上帝之家猶太會堂十分準名，有許多著名拉比都曾吸引到這裡。
31°46′30″N 35°13′54″E / 31.774978°N 35.231566°E